# Syndesmanthus
Syndesmanthus es un género  de plantas fanerógamas perteneciente a la familia Ericaceae.  Comprende 28 especies descritas y de estas, muchas son sinónimos y varias pendientes de clasificar.

## Taxonomía
El género fue descrito por Johann Friedrich Klotzsch  y publicado en Linnaea 12: 240. 1838. La especie tipo no ha sido designada.

## Especies seleccionadas
| - Syndesmanthus articulatus - Syndesmanthus breviflorus - Syndesmanthus capitellatus - Syndesmanthus ciliatus | - Syndesmanthus elimensis - Syndesmanthus erinus - Syndesmanthus fasciculatus - Syndesmanthus flosculosus |